# Arthur Davies Stadium
El Arthur Davies Stadium es un estadio de usos múltiples en Kitwe, Zambia lleva el nombre de Arthur Walter Davies quien fue árbitro acreditado de la FIFA y miembro activo de la FA de Zambia. El Gerente General de la Corporación de Energía Copperbelt (ahora el Energy Corporation Copperbelt) que se basaba en Kitwe, estableció el Power Dynamos FC y el estadio. 
El estadio actual ya no cumple con las normas de la FIFA y por lo tanto se está reconstruyendo. El nuevo estadio tendrá capacidad para 15.500 personas, con un 20% de los asientos en la tribuna y el resto en las alas abiertas. El nuevo estadio fue rediseñado por la oficina de Zambia de Vela VKE en Kitwe.